# F-ve Dolls
F-ve Dolls (кор. 파이브돌스; іноді стилізовано великими літерами, раніше відомі як 5dolls) — південнокорейський жіночий гурт, створений компанією Core Contents Media у 2011 році. Гурт складався з шести учасниць: Хьо Йон, Син Хі, Йон Кьон, Хє Вон, Ин Кьо та На Йон. Вони дебютували з двома синглами «англ. Lip Stains» (кор. 입술자국) і «англ. I Mean You» (кор. 너 말이야), у 2011. Спочатку гурт був жіночою підгрупою змішаного колективу Coed School, але у 2013 році став незалежним. Група розпалася 10 березня 2015 року.

## Історія

### 2010: Формування
У грудні 2010 року Coed School розділився на підгрупи. Жіночі учасниці Лі Су Мі, Хо Чхан Мі, Рю Хьо Йон та Чін Хє Вон, разом з новою учасницею Со Ин Кьо, утворили гурт 5dolls.

### 2011: Дебют з «Lip Stains», «Charming Five Girls», «Time to Play»
20 січня 2011 року 5dolls випустили два промоційні відео за участю Джея Парка: «Lip Stains» та «I Mean You». Перший мініальбом гурту вийшов 16 лютого 2011 року, а дебютний виступ відбувся на M! Countdown 17 лютого 2011 року. Під час живих виступів гурт зазнав критики за ймовірне використання фонограми. 11 травня 2011 року 5dolls випустили другий мініальбом «Time to Play» з головним синглом «Like This or That» (이러쿵 저러쿵) та музичним відео. Пісня «Like This or That» стала найпродаванішою серед новачків у 2011 році, принісши прибуток у 192 000 доларів США.

### 2012—2013: Зміни у складі, «Since 1971», «First Love»
У 2012 році гурт покинули Су Мі та Чхан Мі. На їх місце були оголошені Хан На Йон та Шеннон, а у лютому 2013 року до гурту приєдналася стажерка Чхве Чі Хьон. 8 липня 2013 року гурт офіційно оголосив про повернення з новим синглом «Soulmate #1» та зміну назви на F-ve Dolls. Однак з трьох нових учасниць залишилася лише На Йон; інші місця зайняли Чо Син Хі та О Йон Кьон з The SeeYa, яка одночасно виступала в обох гуртах. 31 липня 2013 року вийшов перший цифровий сингл «Since 1971» з музичним відео на головну пісню «Soulmate #1». Пісня посіла 62 місце в Gaon Chart та 44 місце в Billboard Korea Hot 100. Промоція «Soulmate #1» тривала з 31 липня по 1 вересня 2013 року.
Після цього F-ve Dolls випустили мініальбом «First Love» 17 вересня. 17 вересня 2013 року було випущено другу версію музичного відео «Can You Love Me?» та відео на пісню «Deceive».

### 2014—2015: Розпад
У листопаді 2014 року з'явилися повідомлення про розпад F-ve Dolls після перейменування їх лейблу та видалення інформації про гурт з офіційного сайту. 10 березня 2015 року лейбл підтвердив офіційний розпад гурту, зазначивши, що учасниці з чинними контрактами будуть включені до нового проєкту. У вересні 2015 року Чо Син Хі дебютувала у новому гурті DIA, але покинула його наступного року, щоб зосередитися на акторській кар'єрі.

## Учасниці
- Лі Су Мі (кор. 이수미) (2011—2012)
- Чо Син Хі (кор. 조승희) (2012—2015)
- Хан На Йон (кор. 한나연) (2013—2015)
- Хо Чхан Мі (кор. 허찬미) (2011—2012)
- Рю Хьо Йон (кор. 류효영) (2011—2015)
- О Йон Кьон (кор. 오연경) (2013—2015)
- Со Ин Кьо (кор. 서은교) (2011—2015)
- Чін Хє Вон (кор. 진혜원) (2011—2015)

### Тимчасові учасниці
- Шенон (кор. 샤넌) (2012—2013)
- Чхве Чі Хьон (кор. 최지현) (2013)